# Cunnings Stunts
Cunning Stunts es un concierto en vivo de la banda de thrash metal Metallica, publicado en 1998. Fue lanzado en formato de VHS y DVD y fue grabado en Fort Worth, Texas, Estados Unidos, en mayo de 1997.
El DVD contiene el concierto de Metallica, entrevistas con la banda, un documental, un vídeo de "detrás de cámaras", y una galería de fotos, que consta aproximadamente de mil fotografías, además de tres canciones del concierto con modo multiángulo.
Al final de la canción "Enter Sandman", el escenario completo simula ser destruido, con pirotecnia y un técnico (conocido entre los dobles como "El chico en llamas") que corre a través del escenario, encendido en llamas, y otro técnico aparece colgado del techo, dando vueltas sobre el escenario, este concierto también es notable por no comenzar con "The Ecstasy of Gold".

## Lista de canciones

### Disco 1
1. "Bad Seed Jam/So What?" - Anti-Nowhere League cover
2. "Creeping Death"
3. "Sad but True"
4. "Ain't My Bitch" (Multi-Ángulo)
5. "Hero of the Day"
6. "King Nothing"
7. "One"
8. "Fuel"
9. "Solo de Bajo/My Friend of Misery & Welcome Home (Sanitarium)"
10. "Nothing Else Matters"
11. "Until It Sleeps"
12. "For Whom the Bell Tolls" (Multi-Ángulo)
13. "Wherever I May Roam" (Multi-Ángulo)
14. "Fade to Black"
15. "Kill/Ride Medley"
  1. "Ride the Lightning"
  2. "No Remorse"
  3. "Hit the Lights"
  4. "The Four Horsemen"
  5. "Seek and Destroy"
  6. "Fight Fire with Fire"

### Disco 2
1. "Leper Messiah Jam/Last Caress" - The Misfits cover
2. "Master of Puppets" (Short Version)
3. "Enter Sandman"
4. "Cure Jam/Am I Evil?" - Diamond Head cover (Short Version)
5. "Motorbreath"

## Grabación
- Andie Airfix – Arte y Diseño
- Anton Corbijn – Fotografía
- Wayne Isham – Director